# Coppa del Mondo di sci alpino 1999
La Coppa del Mondo di sci alpino 1999 fu la trentatreesima edizione della manifestazione organizzata dalla Federazione Internazionale Sci; ebbe inizio il 24 ottobre 1998 a Sölden, in Austria, e si concluse il 14 marzo 1999 in Sierra Nevada, in Spagna. Nel corso della stagione si tennero a Vail e Beaver Creek i Campionati mondiali di sci alpino 1999, non validi ai fini della Coppa del Mondo, il cui calendario contemplò dunque un'interruzione nel mese di febbraio.
In campo maschile furono disputate 35 gare (10 discese libere, 6 supergiganti, 8 slalom giganti, 9 slalom speciali, 2 combinate), in 18 diverse località. Il norvegese Lasse Kjus sia aggiudicò sia la Coppa del Mondo generale, sia quella di discesa libera; l'austriaco Hermann Maier vinse la Coppa di supergigante, lo svizzero Michael von Grünigen quella di slalom gigante e l'austriaco Thomas Stangassinger quella di slalom speciale. Maier era il detentore uscente della Coppa generale.
In campo femminile furono disputate 36 gare (9 discese libere, 8 supergiganti, 9 slalom giganti, 8 slalom speciali, 2 combinate), in 14 diverse località. Atlete austriache si aggiudicarono tutti i trofei in palio: Alexandra Meissnitzer si aggiudicò sia la Coppa del Mondo generale, sia quelle di supergigante e di slalom gigante, Renate Götschl quella di discesa libera e Sabine Egger quella di slalom speciale. La tedesca Katja Seizinger era la detentrice uscente della Coppa generale.

## Uomini

### Risultati
| Data             | Località      | Nazione     | Pista                          | Spec. | Primo                | Secondo              | Terzo                |
| ---------------- | ------------- | ----------- | ------------------------------ | ----- | -------------------- | -------------------- | -------------------- |
| 25 ottobre 1998  | Sölden        | Austria     | Rettenbach                     | GS    | Hermann Maier        | Stephan Eberharter   | Heinz Schilchegger   |
| 20 novembre 1998 | Park City     | Stati Uniti | C.B.'s Run                     | GS    | Stephan Eberharter   | Christian Mayer      | Marco Büchel         |
| 22 novembre 1998 | Park City     | Stati Uniti | C.B.'s Run                     | SL    | Pierrick Bourgeat    | Hans Petter Buraas   | Christian Mayer      |
| 27 novembre 1998 | Aspen         | Stati Uniti | Ruthie's Run                   | SG    | Stephan Eberharter   | Hermann Maier        | Christian Mayer      |
| 28 novembre 1998 | Aspen         | Stati Uniti | Ruthie's Run                   | SL    | Thomas Stangassinger | Sébastien Amiez      | Tom Stiansen         |
| 12 dicembre 1998 | Val-d'Isère   | Francia     | Oreiller-Killy                 | DH    | Lasse Kjus           | Luca Cattaneo        | Erik Seletto         |
| 13 dicembre 1998 | Val-d'Isère   | Francia     | Oreiller-Killy                 | SG    | Hermann Maier        | Stephan Eberharter   | Lasse Kjus           |
| 14 dicembre 1998 | Sestriere     | Italia      | Giovanni Alberto Agnelli       | SL    | Finn Christian Jagge | Thomas Stangassinger | Jure Košir           |
| 18 dicembre 1998 | Val Gardena   | Italia      | Saslong                        | DH    | Lasse Kjus           | Werner Franz         | Hermann Maier        |
| 19 dicembre 1998 | Val Gardena   | Italia      | Saslong                        | DH    | Kristian Ghedina     | Lasse Kjus           | Werner Franz         |
| 20 dicembre 1998 | Alta Badia    | Italia      | Gran Risa                      | GS    | Michael von Grünigen | Patrick Holzer       | Andreas Schifferer   |
| 21 dicembre 1998 | Innsbruck     | Austria     |                                | SG    | Hermann Maier        | Christian Mayer      | Fritz Strobl         |
| 29 dicembre 1998 | Bormio        | Italia      | Stelvio                        | DH    | Hermann Maier        | Fritz Strobl         | Stephan Eberharter   |
| 5 gennaio 1999   | Kranjska Gora | Slovenia    | Podkoren                       | GS    | Patrick Holzer       | Christian Mayer      | Hans Knauß           |
| 6 gennaio 1999   | Kranjska Gora | Slovenia    | Podkoren                       | SL    | Jure Košir           | Thomas Stangassinger | Benjamin Raich       |
| 7 gennaio 1999   | Schladming    | Austria     | Planai                         | SL    | Benjamin Raich       | Pierrick Bourgeat    | Kjetil André Aamodt  |
| 9 gennaio 1999   | Schladming    | Austria     | Planai                         | SG    | Hermann Maier        | Rainer Salzgeber     | Hans Knauß           |
| 10 gennaio 1999  | Flachau       | Austria     | Griessenkar                    | GS    | Benjamin Raich       | Michael von Grünigen | Hermann Maier        |
| 12 gennaio 1999  | Adelboden     | Svizzera    | Chuenisbärgli                  | GS    | Hermann Maier        | Kjetil André Aamodt  | Benjamin Raich       |
| 16 gennaio 1999  | Wengen        | Svizzera    | Lauberhorn                     | DH    | Lasse Kjus           | Hannes Trinkl        | Hans Knauß           |
| 17 gennaio 1999  | Wengen        | Svizzera    | Männlichen/Jungfrau            | SL    | Benjamin Raich       | Michael von Grünigen | Lasse Kjus           |
| 17 gennaio 1999  | Wengen        | Svizzera    | Lauberhorn Männlichen/Jungfrau | KB    | Lasse Kjus           | Kjetil André Aamodt  | Hermann Maier        |
| 22 gennaio 1999  | Kitzbühel     | Austria     | Streif                         | DH    | Lasse Kjus           | Kjetil André Aamodt  | Werner Franz         |
| 23 gennaio 1999  | Kitzbühel     | Austria     | Streif                         | DH    | Hans Knauß           | Peter Rzehak         | Werner Franz         |
| 24 gennaio 1999  | Kitzbühel     | Austria     | Ganslern                       | SL    | Jure Košir           | Didier Plaschy       | Giorgio Rocca        |
| 24 gennaio 1999  | Kitzbühel     | Austria     | Streif Ganslern                | KB    | Kjetil André Aamodt  | Lasse Kjus           | Paul Accola          |
| 27 febbraio 1999 | Ofterschwang  | Germania    | Ofterschwanger Horn            | GS    | Stephan Eberharter   | Hans Knauß           | Michael von Grünigen |
| 28 febbraio 1999 | Ofterschwang  | Germania    | Ofterschwanger Horn            | SL    | Finn Christian Jagge | Thomas Stangassinger | Kjetil André Aamodt  |
| 5 marzo 1999     | Kvitfjell     | Norvegia    | Olympiabakken                  | DH    | Andreas Schifferer   | Stephan Eberharter   | Kjetil André Aamodt  |
| 6 marzo 1999     | Kvitfjell     | Norvegia    | Olympiabakken                  | DH    | Andreas Schifferer   | Lasse Kjus           | Stephan Eberharter   |
| 7 marzo 1999     | Kvitfjell     | Norvegia    | Olympiabakken                  | SG    | Hermann Maier        | Stephan Eberharter   | Andreas Schifferer   |
| 10 marzo 1999    | Sierra Nevada | Spagna      | Granados                       | DH    | Lasse Kjus           | Chad Fleischer       | Audun Grønvold       |
| 11 marzo 1999    | Sierra Nevada | Spagna      | Granados                       | SG    | Christian Mayer      | Andreas Schifferer   | Josef Strobl         |
| 13 marzo 1999    | Sierra Nevada | Spagna      | Fuente del Tesoro              | SL    | Thomas Stangassinger | Kjetil André Aamodt  | Marco Casanova       |
| 14 marzo 1999    | Sierra Nevada | Spagna      | Fuente del Tesoro              | GS    | Michael von Grünigen | Steve Locher         | Heinz Schilchegger   |

Legenda:

DH = discesa libera

SG = supergigante

GS = slalom gigante

SL = slalom speciale

KB = combinata

### Classifiche

#### Generale

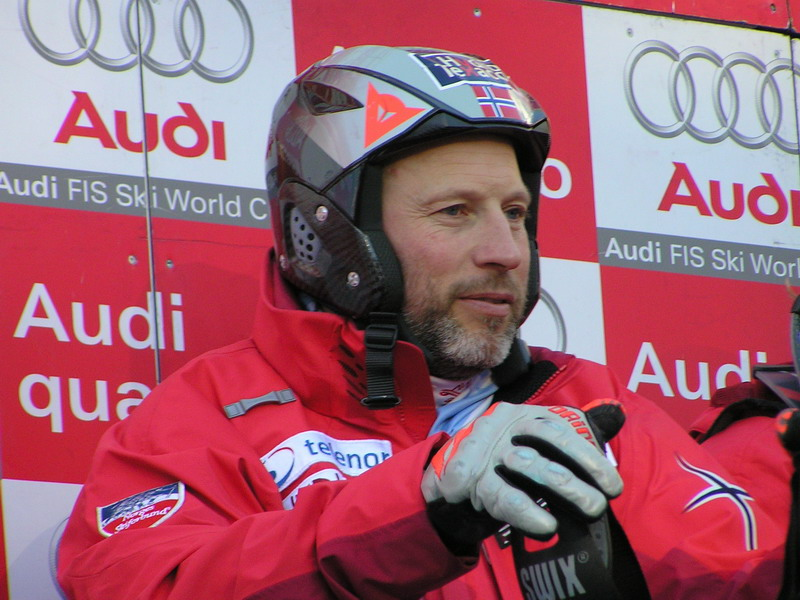
Lasse Kjus nel 2006

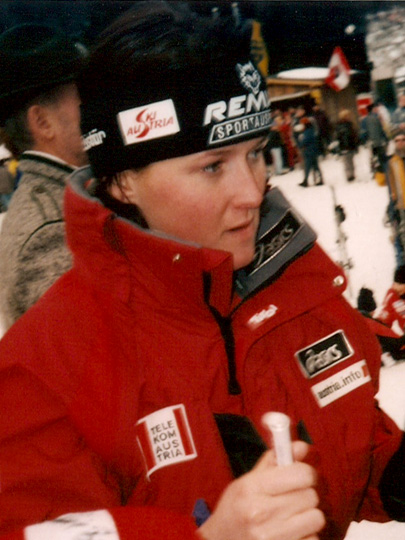
Alexandra Meissnitzer nel 2002

| Pos. | Nome                 | Nazione  | Punti |
| ---- | -------------------- | -------- | ----- |
| 1    | Lasse Kjus           | Norvegia | 1465  |
| 2    | Kjetil André Aamodt  | Norvegia | 1442  |
| 3    | Hermann Maier        | Austria  | 1307  |
| 4    | Stephan Eberharter   | Austria  | 1079  |
| 5    | Hans Knauß           | Austria  | 913   |
| 6    | Andreas Schifferer   | Austria  | 901   |
| 7    | Christian Mayer      | Austria  | 766   |
| 8    | Michael von Grünigen | Svizzera | 705   |
| 9    | Werner Franz         | Austria  | 614   |
| 10   | Benjamin Raich       | Austria  | 575   |

#### Discesa libera
| Pos. | Nome                | Nazione  | Punti |
| ---- | ------------------- | -------- | ----- |
| 1    | Lasse Kjus          | Norvegia | 760   |
| 2    | Andreas Schifferer  | Austria  | 438   |
| 3    | Werner Franz        | Austria  | 427   |
| 4    | Hans Knauß          | Austria  | 399   |
| 5    | Kjetil André Aamodt | Norvegia | 397   |

#### Supergigante
| Pos. | Nome               | Nazione | Punti |
| ---- | ------------------ | ------- | ----- |
| 1    | Hermann Maier      | Austria | 516   |
| 2    | Stephan Eberharter | Austria | 330   |
| 3    | Andreas Schifferer | Austria | 262   |
| 4    | Christian Mayer    | Austria | 252   |
| 5    | Hans Knauß         | Austria | 233   |

#### Slalom gigante
| Pos. | Nome                 | Nazione  | Punti |
| ---- | -------------------- | -------- | ----- |
| 1    | Michael von Grünigen | Svizzera | 483   |
| 2    | Stephan Eberharter   | Austria  | 410   |
| 3    | Hermann Maier        | Austria  | 371   |
| 4    | Kjetil André Aamodt  | Norvegia | 335   |
| 5    | Christian Mayer      | Austria  | 297   |

#### Slalom speciale
| Pos. | Nome                 | Nazione  | Punti |
| ---- | -------------------- | -------- | ----- |
| 1    | Thomas Stangassinger | Austria  | 566   |
| 2    | Jure Košir           | Slovenia | 415   |
| 3    | Finn Christian Jagge | Norvegia | 386   |
| 4    | Kjetil André Aamodt  | Norvegia | 363   |
| 4    | Pierrick Bourgeat    | Francia  | 363   |

#### Combinata
Nel 1999 fu anche stilata la classifica della combinata, sebbene non venisse assegnato alcun trofeo al vincitore.
| Pos. | Nome                | Nazione  | Punti |
| ---- | ------------------- | -------- | ----- |
| 1    | Kjetil André Aamodt | Norvegia | 180   |
| 1    | Lasse Kjus          | Norvegia | 180   |
| 3    | Werner Franz        | Austria  | 100   |
| 4    | Didier Cuche        | Svizzera | 81    |
| 5    | Markus Herrmann     | Svizzera | 64    |

## Donne

### Risultati
| Data             | Località               | Nazione     | Pista                  | Spec. | Prima                    | Seconda               | Terza                 |
| ---------------- | ---------------------- | ----------- | ---------------------- | ----- | ------------------------ | --------------------- | --------------------- |
| 24 ottobre 1998  | Sölden                 | Austria     | Rettenbach             | GS    | Andrine Flemmen          | Alexandra Meissnitzer | Deborah Compagnoni    |
| 19 novembre 1998 | Park City              | Stati Uniti | C.B.'s Run             | GS    | Alexandra Meissnitzer    | Martina Ertl          | Birgit Heeb           |
| 21 novembre 1998 | Park City              | Stati Uniti | C.B.'s Run             | SL    | Urška Hrovat             | Sabine Egger          | Janica Kostelić       |
| 27 novembre 1998 | Lake Louise            | Canada      | Men's Olympic Downhill | DH    | Renate Götschl           | Isolde Kostner        | Alexandra Meissnitzer |
| 28 novembre 1998 | Lake Louise            | Canada      | Men's Olympic Downhill | DH    | Renate Götschl           | Isolde Kostner        | Regina Häusl          |
| 29 novembre 1998 | Lake Louise            | Canada      | Men's Olympic Downhill | SG    | Alexandra Meissnitzer    | Pernilla Wiberg       | Hilde Gerg            |
| 3 dicembre 1998  | Mammoth Mountain       | Stati Uniti |                        | SL    | Anja Pärson              | Zali Steggall         | Ingrid Salvenmoser    |
| 4 dicembre 1998  | Mammoth Mountain       | Stati Uniti |                        | SG    | Christiane Mitterwallner | Renate Götschl        | Martina Ertl          |
| 10 dicembre 1998 | Val-d'Isère            | Francia     | Oreiller-Killy         | SG    | Alexandra Meissnitzer    | Martina Ertl          | Régine Cavagnoud      |
| 11 dicembre 1998 | Val-d'Isère            | Francia     | Oreiller-Killy         | GS    | Alexandra Meissnitzer    | Deborah Compagnoni    | Anita Wachter         |
| 18 dicembre 1998 | Veysonnaz              | Svizzera    | Piste de l'Ours        | DH    | Hilde Gerg               | Pernilla Wiberg       | Bibiana Perez         |
| 19 dicembre 1998 | Veysonnaz              | Svizzera    | Piste de l'Ours        | DH    | Alexandra Meissnitzer    | Régine Cavagnoud      | Renate Götschl        |
| 20 dicembre 1998 | Veysonnaz              | Svizzera    | Piste de l'Ours        | SL    | Karin Roten              | Kristina Koznick      | Anja Pärson           |
| 20 dicembre 1998 | Veysonnaz              | Svizzera    | Piste de l'Ours        | KB    | Hilde Gerg               | Martina Ertl          | Trude Gimle           |
| 27 dicembre 1998 | Semmering              | Austria     | Hirschenkogel          | GS    | Anita Wachter            | Alexandra Meissnitzer | Andrine Flemmen       |
| 28 dicembre 1998 | Semmering              | Austria     | Hirschenkogel          | SL    | Kristina Koznick         | Karin Roten           | Pernilla Wiberg       |
| 2 gennaio 1999   | Maribor                | Slovenia    | Habakuk                | SG    | Hilde Gerg               | Martina Ertl          | Michaela Dorfmeister  |
| 2 gennaio 1999   | Maribor                | Slovenia    | Pohorje                | GS    | Anita Wachter            | Sonja Nef             | Alexandra Meissnitzer |
| 3 gennaio 1999   | Maribor                | Slovenia    | Radvanje               | SL    | Pernilla Wiberg          | Hilde Gerg            | Ylva Nowén            |
| 8 gennaio 1999   | Berchtesgaden          | Germania    | Loipl                  | SL    | Sabine Egger             | Ingrid Salvenmoser    | Pernilla Wiberg       |
| 16 gennaio 1999  | Sankt Anton am Arlberg | Austria     |                        | DH    | Corinne Rey-Bellet       | Michaela Dorfmeister  | Hilde Gerg            |
| 16 gennaio 1999  | Sankt Anton am Arlberg | Austria     |                        | SG    | Corinne Rey-Bellet       | Alexandra Meissnitzer | Michaela Dorfmeister  |
| 17 gennaio 1999  | Sankt Anton am Arlberg | Austria     |                        | SL    | Trine Bakke              | Anja Pärson           | Janica Kostelić       |
| 17 gennaio 1999  | Sankt Anton am Arlberg | Austria     |                        | KB    | Janica Kostelić          | Hilde Gerg            | Trude Gimle           |
| 21 gennaio 1999  | Cortina d'Ampezzo      | Italia      | Olimpia delle Tofane   | DH    | Régine Cavagnoud         | Isolde Kostner        | Hilde Gerg            |
| 22 gennaio 1999  | Cortina d'Ampezzo      | Italia      | Olimpia delle Tofane   | SG    | Renate Götschl           | Martina Ertl          | Régine Cavagnoud      |
| 23 gennaio 1999  | Cortina d'Ampezzo      | Italia      | Olimpia delle Tofane   | SG    | Régine Cavagnoud         | Sylviane Berthod      | Michaela Dorfmeister  |
| 24 gennaio 1999  | Cortina d'Ampezzo      | Italia      | Olimpia delle Tofane   | GS    | Alexandra Meissnitzer    | Martina Ertl          | Anita Wachter         |
| 22 febbraio 1999 | Åre                    | Svezia      | Olympia                | GS    | Alexandra Meissnitzer    | Anita Wachter         | Andrine Flemmen       |
| 23 febbraio 1999 | Åre                    | Svezia      | Olympia                | SL    | Špela Pretnar            | Trine Bakke           | Anja Pärson           |
| 24 febbraio 1999 | Åre                    | Svezia      | Olympia                | GS    | Anita Wachter            | Andrine Flemmen       | Sonja Nef             |
| 27 febbraio 1999 | Åre                    | Svezia      | Olympia                | DH    | Renate Götschl           | Michaela Dorfmeister  | Regina Häusl          |
| 5 marzo 1999     | Sankt Moritz           | Svizzera    | Engiadina              | DH    | Renate Götschl           | Michaela Dorfmeister  | Isolde Kostner        |
| 6 marzo 1999     | Sankt Moritz           | Svizzera    | Engiadina              | SG    | Michaela Dorfmeister     | Renate Götschl        | Kathleen Monahan      |
| 10 marzo 1999    | Sierra Nevada          | Spagna      | Granados               | DH    | Alexandra Meissnitzer    | Ingeborg Helen Marken | Mélanie Turgeon       |
| 13 marzo 1999    | Sierra Nevada          | Spagna      | Fuente del Tesoro      | GS    | Anita Wachter            | Anna Ottosson         | Andrine Flemmen       |

Legenda:

DH = discesa libera

SG = supergigante

GS = slalom gigante

SL = slalom speciale

KB = combinata

### Classifiche

#### Generale
| Pos. | Nome                  | Nazione  | Punti |
| ---- | --------------------- | -------- | ----- |
| 1    | Alexandra Meissnitzer | Austria  | 1672  |
| 2    | Hilde Gerg            | Germania | 1179  |
| 3    | Renate Götschl        | Austria  | 1035  |
| 4    | Martina Ertl          | Germania | 987   |
| 5    | Pernilla Wiberg       | Svezia   | 924   |
| 6    | Michaela Dorfmeister  | Austria  | 920   |
| 7    | Régine Cavagnoud      | Francia  | 764   |
| 8    | Anita Wachter         | Austria  | 756   |
| 9    | Andrine Flemmen       | Norvegia | 728   |
| 10   | Corinne Rey-Bellet    | Svizzera | 720   |

#### Discesa libera
| Pos. | Nome                  | Nazione  | Punti |
| ---- | --------------------- | -------- | ----- |
| 1    | Renate Götschl        | Austria  | 610   |
| 2    | Alexandra Meissnitzer | Austria  | 468   |
| 3    | Michaela Dorfmeister  | Austria  | 454   |
| 4    | Hilde Gerg            | Germania | 431   |
| 5    | Isolde Kostner        | Italia   | 371   |

#### Supergigante
| Pos. | Nome                  | Nazione  | Punti |
| ---- | --------------------- | -------- | ----- |
| 1    | Alexandra Meissnitzer | Austria  | 459   |
| 2    | Michaela Dorfmeister  | Austria  | 373   |
| 3    | Martina Ertl          | Germania | 340   |
| 4    | Régine Cavagnoud      | Francia  | 335   |
| 5    | Renate Götschl        | Austria  | 308   |

#### Slalom gigante
| Pos. | Nome                  | Nazione  | Punti |
| ---- | --------------------- | -------- | ----- |
| 1    | Alexandra Meissnitzer | Austria  | 652   |
| 2    | Anita Wachter         | Austria  | 636   |
| 3    | Andrine Flemmen       | Norvegia | 518   |
| 4    | Sonja Nef             | Svizzera | 353   |
| 5    | Anna Ottosson         | Svezia   | 313   |

#### Slalom speciale
| Pos. | Nome               | Nazione  | Punti |
| ---- | ------------------ | -------- | ----- |
| 1    | Sabine Egger       | Austria  | 425   |
| 2    | Pernilla Wiberg    | Svezia   | 415   |
| 3    | Anja Pärson        | Svezia   | 374   |
| 4    | Trine Bakke        | Norvegia | 335   |
| 5    | Ingrid Salvenmoser | Austria  | 292   |

#### Combinata
Nel 1999 fu anche stilata la classifica della combinata, sebbene non venisse assegnato alcun trofeo alla vincitrice.
| Pos. | Nome                  | Nazione  | Punti |
| ---- | --------------------- | -------- | ----- |
| 1    | Hilde Gerg            | Germania | 180   |
| 2    | Janica Kostelić       | Croazia  | 150   |
| 3    | Trude Gimle           | Norvegia | 120   |
| 4    | Michaela Dorfmeister  | Austria  | 82    |
| 5    | Alexandra Meissnitzer | Austria  | 81    |